# Antoni Lupresti i Fernando
Antoni Lupresti i Fernando (Barcelona, 26 de novembre de 1857 - Sant Cugat del Vallès, 1932) va ser un compositor i violoncel·lista català .

## Biografia
Era fill del Ramon Lupresti i Casadevall i de Josefa Fernando. Lupresti va estudiar al Conservatori del Liceu, sent violoncel solista a l'orquestra d'aquest teatre. A més, va ser també professor de solfeig. Alhora, va treballar com a violoncel·lista a la capella de música de Sant Pere de les Puelles, a Barcelona. Juntament amb Josep Rafael Carreras, om va compondre l'oratori Sortint d'Egipte, sobre text de J. Verdaguer.
També és autor d'obres religioses, una quinzena de les quals foren publicades per Budó.
Finalment va morir a Sant Cugat del Vallès, Vallès Occidental, l'any 1932.

## Obres
- Sardana / Lupresti i Fernando, Antoni, 1857-1932. Fa M. Vl, Vc, P Finals s. XIX - Principis s. XX. Incomplet. Arxiu Comarcal de la Garrotxa. Fons de l'Església parroquial de Sant Esteve d'Olot
- Antologia de música eclesiàstica per a 1, 2, 3 o 4 v i Org / Gambale, L L Gambale; Lupresti, A.; Manent, J. Et Altera J. Et Altera Manent. Barcelona : Juan Budó, Escudillers, 20, (s. d.). Complet. Arxiu Comarcal de la Garrotxa. Fons de l'Església parroquial de Sant Esteve d'Olot

## Altres enllaços
- Aleyxandre, A. M. (1966). Crónica de Barcelona: La música en Cataluña, el Orfeó Tortosí del Círculo Artístico por tierras comarcanas. Ritmo, 36(365), 15. https://dialnet.unirioja.es/servlet/articulo?codigo=3700981